# Malus domestica

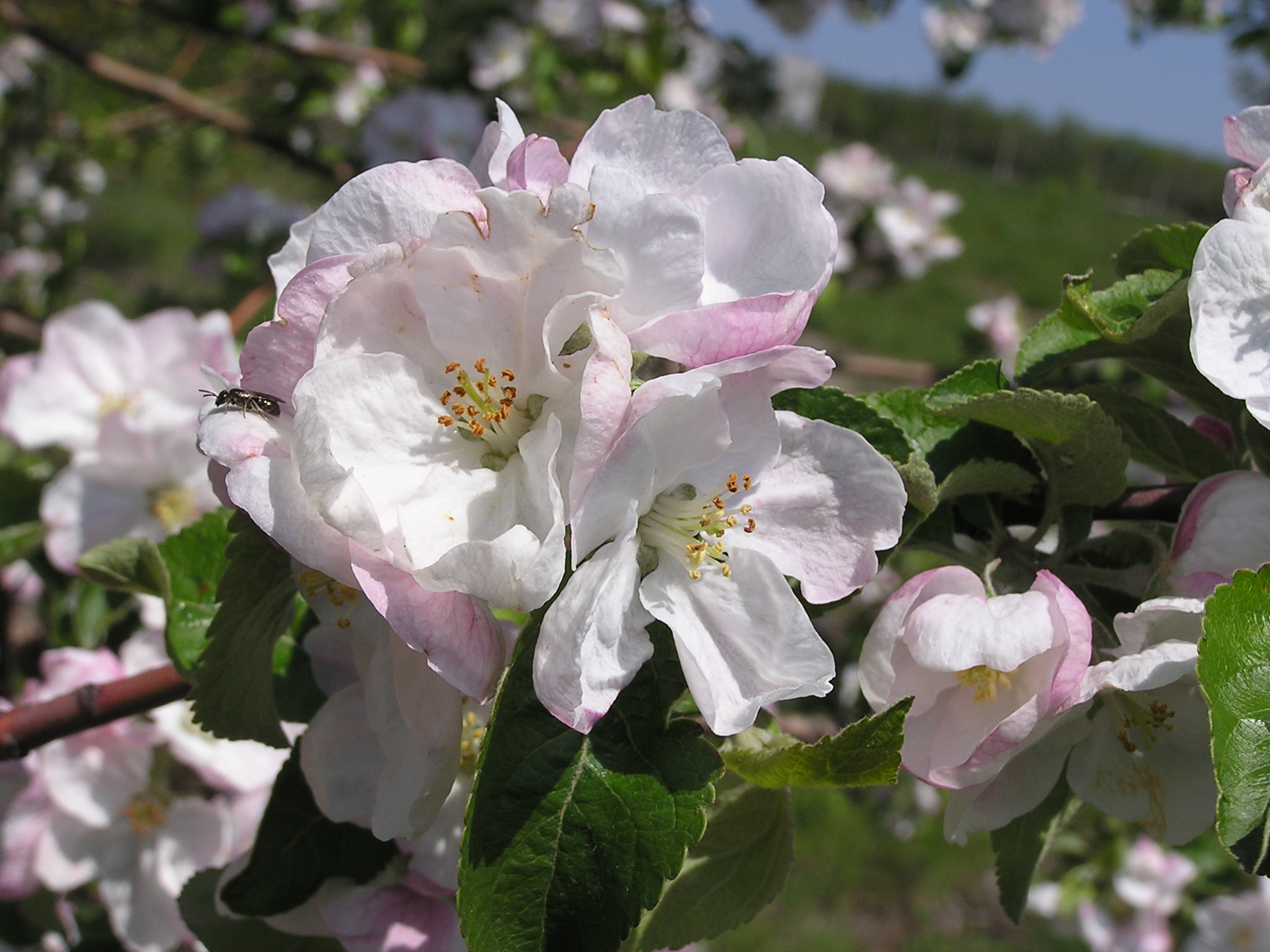
Flores, detalle

Malus domestica, el manzano europeo o manzano común, es un árbol de la familia de las rosáceas,  cultivado por su fruto, apreciado como alimento. Su domesticación parece haber comenzado hace más de 15 000 años en la región comprendida al oeste de las montañas Tian Shan, frontera entre Kazajistán y China. Fue introducido en Europa por los romanos y en la actualidad existen unas 1000 variedades/cultivares, como resultado de innumerables hibridaciones entre formas silvestres. El fruto es una gran fuente de vitaminas.

## Descripción
Es un árbol de mediano tamaño (4 m de altura), inerme, caducifolio, de copa redondeada abierta y numerosas ramas que se desarrollan casi horizontalmente. El tronco tiene corteza agrietada que se desprende en placas. Las hojas, estipuladas y cortamente pecioladas, son ovaladas, acuminadas u obtusas, de base cuneada o redondeada, generalmente de bordes aserradas pero ocasionalmente sub-enteras, de fuerte color verde y con pubescencia en el envés. Al estrujarlas despiden un agradable aroma.
La inflorescencia es una cima umbeliforme o corimbiforme con 4-8 flores hermafroditas de ovario ínfero, siendo la central la primera en formarse en posición terminal, resultando la más desarrollada y competitiva. A esta se le llama comúnmente «flor reina» y generalmente produce los frutos de mayor tamaño y calidad. Dichas flores son hermafroditas, con un cáliz de cinco sépalos, una corola de 5 pétalos blancos, redondeados, frecuentemente veteados de rojo o rosa, con uña milimétrica y 20 estambres. El manzano florece en primavera antes de la aparición anual de sus hojas. El fruto, la manzana, es un pomo de 30-100 por 35-110 mm, globoso, con restos del cáliz en el ápice, verde, amarillo, rojizo, etc. con semillas de 7-8 por 4 mm. La manzana suele madurar hacia el otoño. La del manzano silvestre se diferencia por un color verde amarillento en su piel y de sabor agrio.

## Cultivo

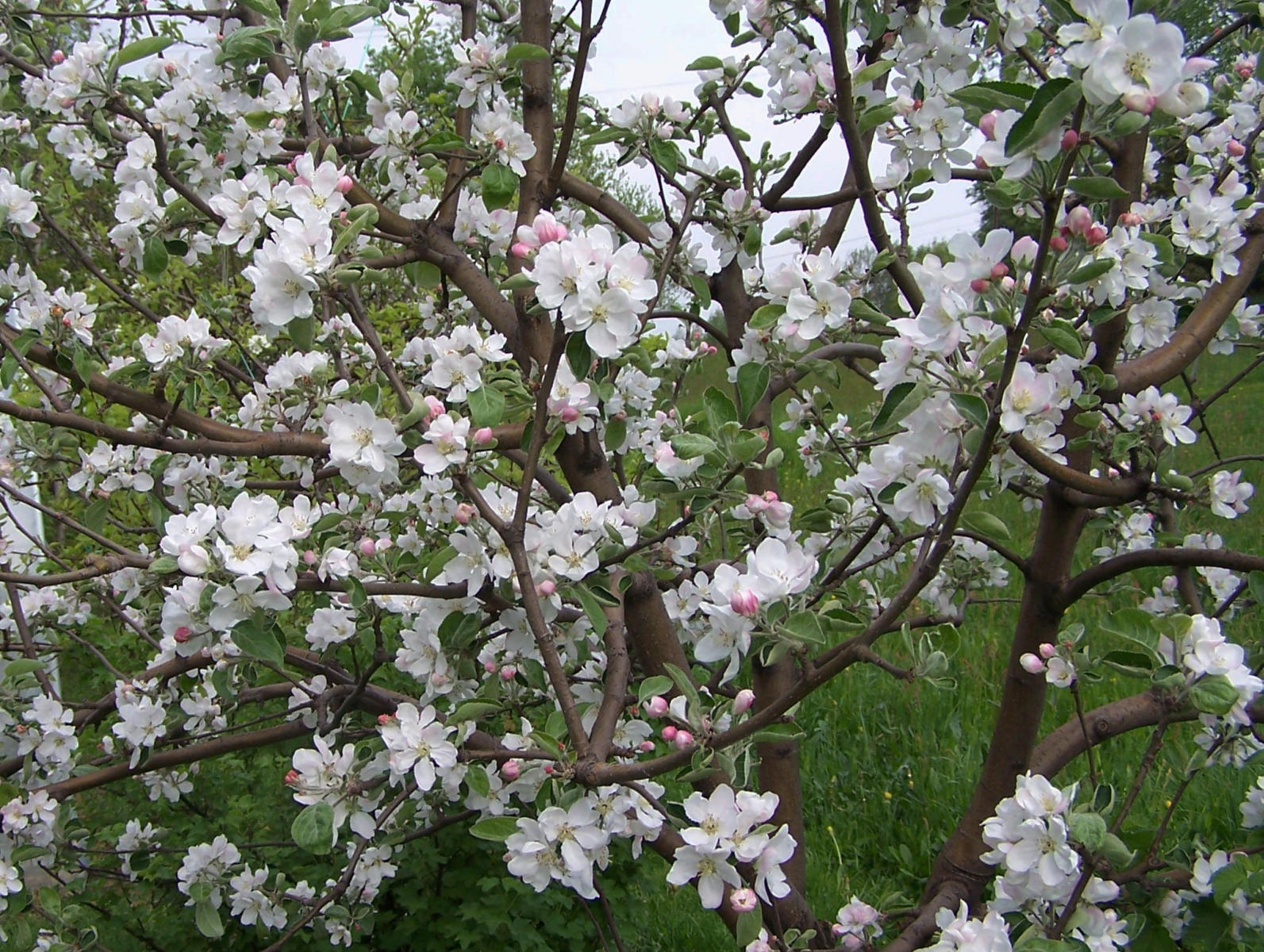
Manzano en flor

### Historia
El origen de los manzanos, como el de muchas otras plantas cultivadas desde la antigüedad, es poco claro. Actualmente se acepta que en la formación los manzanos cultivados han intervenido, al menos, Malus sylvestris, Malus orientalis Uglitzk. y Malus sieversii (Ledeb.) M.Roem.. Algunos autores suponen que se originaron en el Cáucaso y el Turquestán, por la gran variación en las formas y en los sabores de las manzanas que allí se encuentran. 
El M.sieversii es una especie  todavía presente en las montañas de Asia central, en el sur de Kazajistán, Kirguistán, Tayikistán y Sinkiang (región autónoma de China). Se está trabajando con dichas especies y se utilizan en programas de cultivo para desarrollar árboles susceptibles de crecer en climas desfavorables para Malus domestica, principalmente para incrementar la tolerancia al frío.

### La mitología griega
Las manzanas aparecen en muchas tradiciones religiosas, a menudo como un fruto místico o fruto prohibido. Uno de los problemas que identifican las manzanas en la religión, la mitología y los cuentos populares es que la palabra "manzana" se utilizaba como término genérico para todas las frutas (extranjeras), con excepción de las bayas, como las nueces, en fecha tan tardía como el siglo XVII. Por ejemplo, en la mitología griega, el héroe griego Heracles, como parte de sus Doce Trabajos, estaba obligado a viajar al Jardín de las Hespérides y recoger las manzanas de oro del árbol de la vida que se encontraba en su centro.
La diosa griega de la discordia, Eris, quedó descontenta después de que fuera excluida de la boda de Peleo y Tetis. En la venganza, arrojó una manzana de oro con la inscripción Καλλίστη (Kalliste, a veces transliterado Kallisti, 'Para la más bella'), en la fiesta de bodas. Tres diosas reclamaron la manzana: Hera, Atenea y Afrodita. Paris de Troya fue designado para seleccionar la destinataria. Después de haber sido sobornado, tanto por Hera como Atenea, Afrodita le tentó con la mujer más hermosa del mundo, Helena de Esparta. Él concedió la manzana a Afrodita,  provocando por tanto, indirectamente, la guerra de Troya.
La manzana se consideraba, por tanto, en la antigua Grecia, que estaba consagrada a Afrodita, y se lanzaba una manzana a alguien para declarar simbólicamente su amor; y del mismo modo, el atraparla, era mostrar simbólicamente  la aceptación de ese amor.

### Obtención de plantas

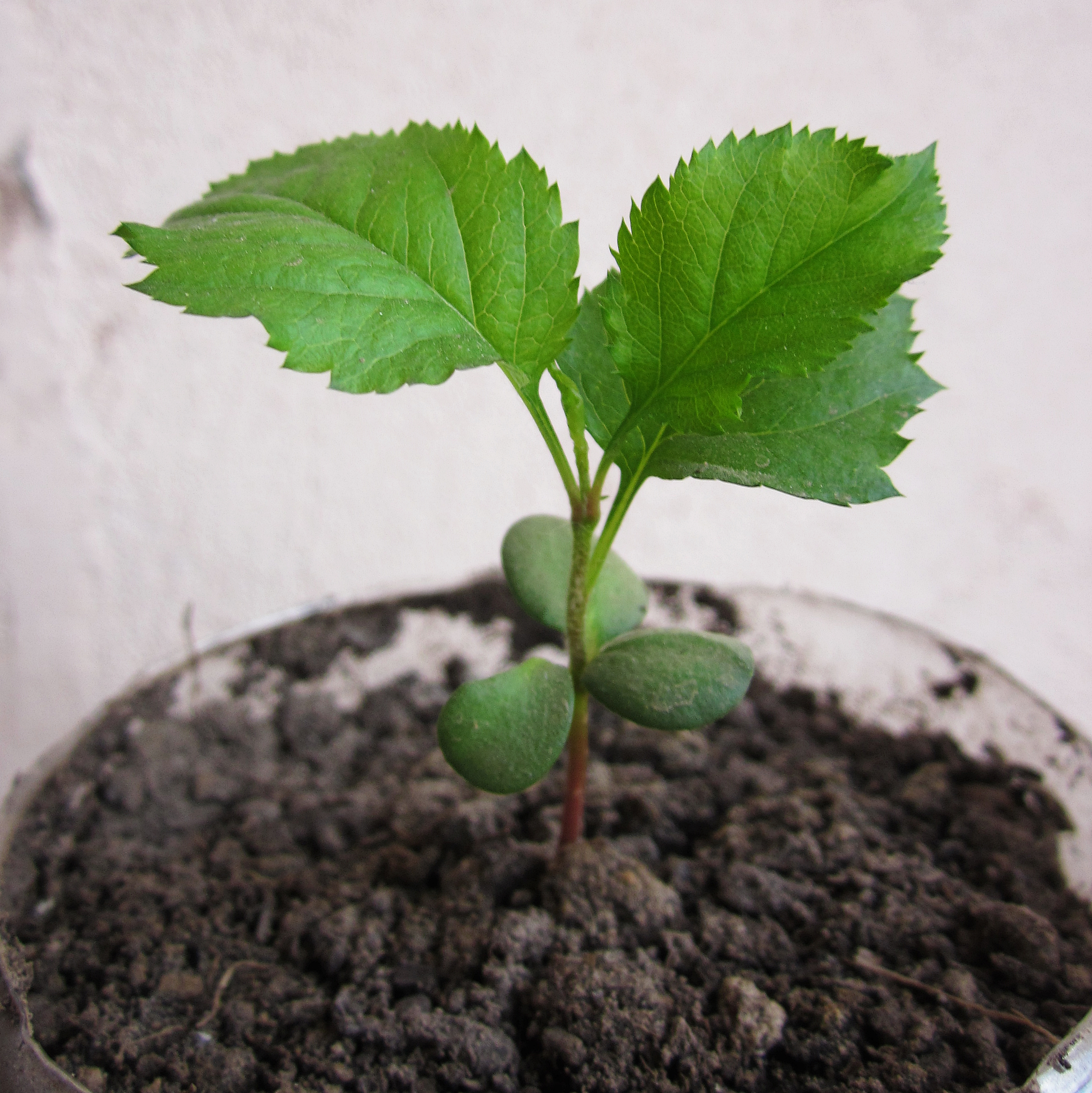
Pequeño manzano en crecimiento

Los huertos de manzanos se constituyen plantando árboles de 2 o 3 años. Usualmente los árboles se adquieren en viveros, donde se preparan como ejemplares bimembres, es decir, constituidos por dos miembros: un portainjerto que aporta el futuro sistema radical, y un injerto que proporciona la futura copa del ejemplar.
Los portainjertos se pueden obtener:
1. por reproducción sexual, a partir de semilla (portainjerto franco); o
2. por propagación asexual, también llamada multiplicación o clonación, sea por multiplicación de raíces, por multiplicación por estacas, por acodo subterráneo o por acodo en cepada.

Las plantas con portainjerto franco son por lo general más vigorosas y rústicas, en tanto que las plantas cuyo portainjerto se obtuvo por propagación asexual conservan ciertas características favorables de la planta que les dio origen, como resistencia a Eriosoma lanigerum (el pulgón lanígero del manzano).

#### Portainjerto franco
Se genera a partir de semillas obtenidas de plantas asilvestradas o de la industria sidrera. En este último caso, se trata de semillas provenientes de variedades cultivadas cuyos frutos son industrializados. La semilla de manzano presenta dormición del embrión, y las cubiertas seminales (endosperma y testa) también parecen contribuir a la dormición. Para superar la dormición, la semilla se estratifica, procedimiento que consiste en someter a la semilla a condiciones de temperatura de 3 a 5 °C durante 6 a 14 semanas, según la variedad y la temperatura usada. Luego, se siembran en almácigo, en líneas, distanciadas unos 20 cm entre sí. En almácigo, las plantas de manzano obtenidas de semilla que oficiarán de portainjerto permanecen al menos un año, dado su crecimiento relativamente lento en comparación con otras especies, como por ejemplo las del género Prunus.

#### Portainjerto clonal por multiplicación
Los portainjertos obtenidos por propagación asexual, multiplicación o clonación, pueden lograrse mediante multiplicación de raíces, multiplicación por estacas, por acodo subterráneo, o por acodo en cepada. Estos últimos son los más usuales.
Se deja crecer durante un año. A fines del invierno o principios de la primavera, cuando el nuevo portainjertos alcanzó el diámetro apropiado se separan los acodos con raíces (portainjertos) y se llevan a galpón para realizar injertos de mesa.

#### Injerto y desarrollo en fila de vivero
Usando púas de la variedad comercial de manzano elegida para oficiar de copa, se efectúa el injerto inglés de doble lengüeta. La zona del injerto se ata y se recubre con mastic o parafina, al igual que el extremo de la púa. Luego se hace un forzado, que consiste en colocar los injertos a 45° en una mezcla de sustrato (tierra mullida, arena, aserrín, estiércol maduro, etc.) preparado en el galpón. Se cubre incluso la zona del injerto. Así permanecen unos 20-25 días, de manera que se produzca la soldadura del injerto.
Cuando las condiciones ambientales externas son las adecuadas, sin peligro de heladas, ese material se coloca en fila de vivero. Las plantas injertadas permanecen en fila de vivero durante el siguiente ciclo vegetativo, es decir, durante la siguiente primavera y verano. Durante ese tiempo se deben eliminar todos los brotes que aparezcan desde el portainjerto, dejando solamente los generados por el injerto. En el invierno siguiente, cuando las plantas se encuentran en reposo, se descalzan y trasplantan a raíz desnuda —es decir, sin pan de tierra— al lugar definitivo en el monte frutal.

### Emplazamiento
Los manzanos son relativamente indiferentes a las condiciones del suelo y pueden crecer en distintas condiciones de acidez (pH) y niveles de fertilidad. Sin embargo, necesitan un suelo bien drenado, por lo que los demasiado compactos o las zonas llanas deberían aligerarse con arena para evitar el encharcamiento del sistema radicular. Requieren cierta protección contra el viento y no se deben plantar en zonas proclives a heladas primaverales tardías.
El manzano es una especie criófila, que presenta requerimientos de frío para una adecuada ruptura de la dormición e inicio de la nueva estación de crecimiento. Estos requerimientos de frío son muy variables, según los cultivares: desde 200 a 2200 horas de frío, con una media general de los cultivares de 1200 horas de frío.

### Polinización

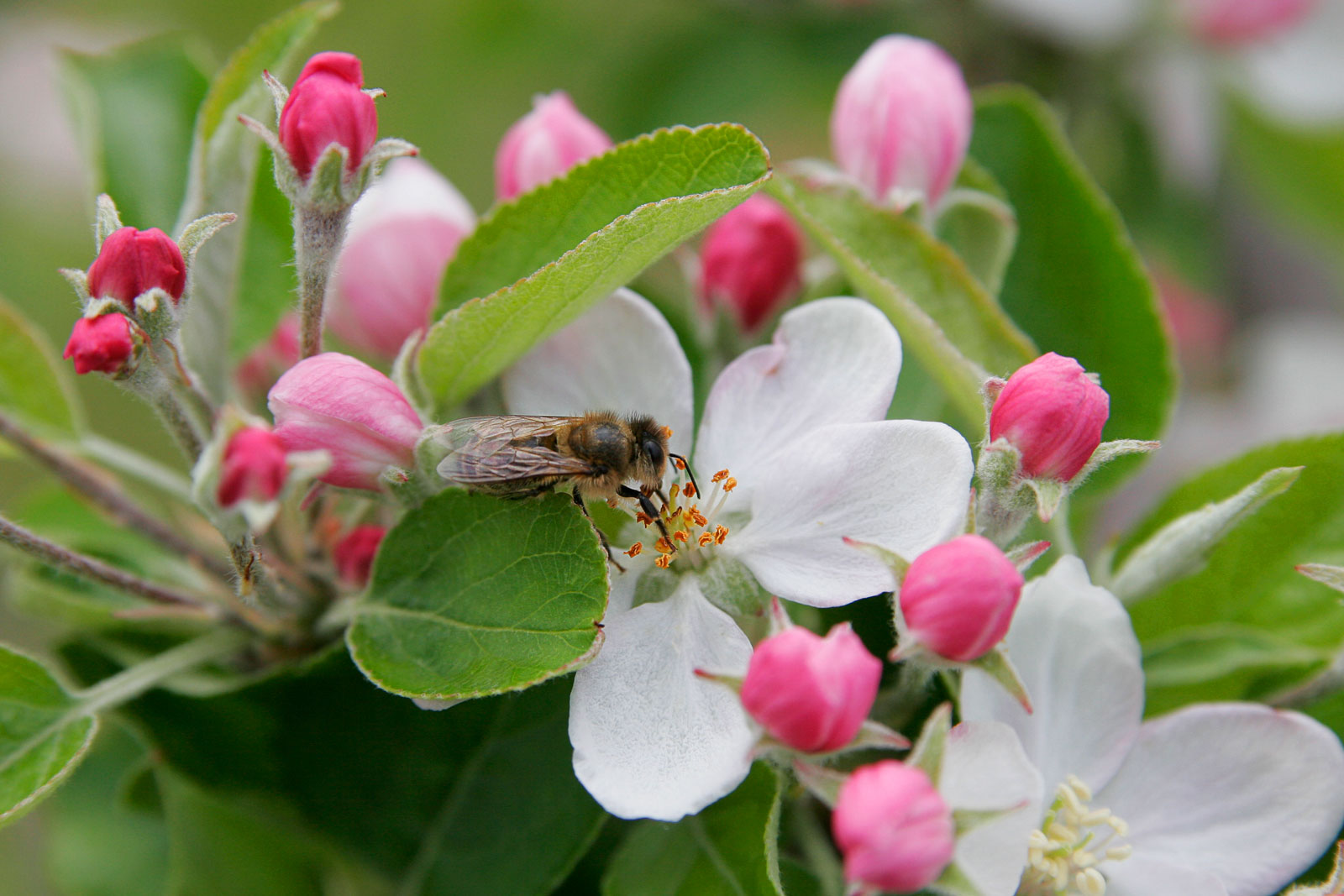
Abeja en las flores del manzano.

Por lo general, el manzano requiere de variedades polinizadoras, puesto que la autoincompatibilidad es frecuente. Incluso en aquellas variedades parcialmente compatibles, se suele recomendar la polinización cruzada. Se suelen emplear como agentes polinizadores a manzanos silvestres. Hay numerosos trabajos genéticos encaminados a la obtención de cultivares autocompatibles.
El manzano, al igual que muchos otros árboles frutales, necesita la ayuda de insectos para la polinización. Este proceso se conoce como polinización entomófila. Esto ocurre porque el polen del manzano es pesado para ser trasladado por el viento como ocurre en otras plantas (polinización anemófila). La polinización entomófila ocurre porque los insectos se posan sobre las flores para recolectar o alimentarse de su néctar, momento en el cual también recoge polen que recubre su cuerpo. Al libar la flor siguiente, el insecto puede depositar algunos granos de polen sobre el pistilo llevándose a cabo la polinización.
Uno de los insectos que cumplen de mejor manera esta función son las abejas, en especial la abeja doméstica Apis mellifera. Por esto es común que en huertos comerciales se utilicen colmenas, las que se rentan a un apicultor en época de floración.

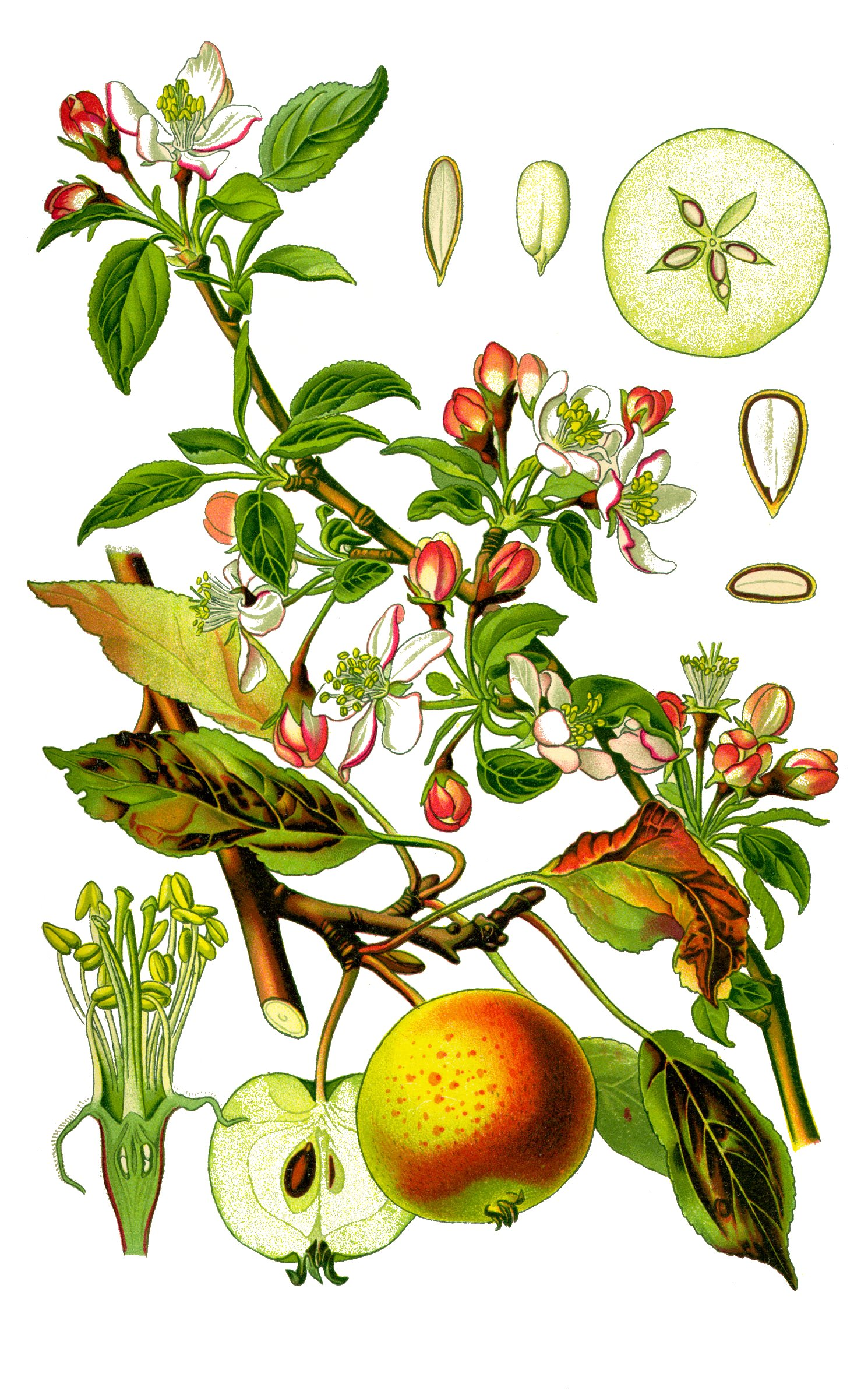
Ilustración

### Cosecha
Otro aspecto importante, cuando se trata de huertos con fines comerciales, es que muchos cultivares de manzano presentan autoesterilidad en algún grado, es decir, su polen no puede fertilizar al óvulo, lo que impide la formación del fruto o hace que este presente menor número de semillas, lo que reduce su tamaño final. Esta autoesterilidad puede deberse a cinco motivos:
1. Incompatibilidad gametofítica
2. Algunos cultivares diploides producen parte de su polen inviables lo que disminuye la probabilidad de una polinización efectiva.
3. Ciertos cultivares triploides no producen polen viable durante la esporogénesis.
4. En algunos cultivares se producen gametófitos femeninos anormales debido a una división cromosomal anormal durante la meiosis.
5. En algunos casos existen flores morfológicamente diferentes que impiden la polinización entomófila.

Por esta razón es muy común en huertos con fines comerciales el uso de variedades polinizantes. Estas pueden ser otra variedad de Malus domestica o una variedad de manzano de flor. Al utilizar una variedad polinizante hay que considerar que: el polen sea compatible, la apertura floral ocurra en la misma época que la variedad que se desea polinizar, y en el caso de utilizar variedades de manzano de flor, que las flores sean de color blanco ya que se ha comprobado que las abejas tienden a visitar flores del mismo color.

### Aclareo o raleo de frutos
Los manzanos son propensos a un comportamiento bianual. Si no se aclarea cuando el árbol muestra una excesiva cosecha, es posible que florezca muy poco al año siguiente. Esta práctica ayuda a que produzca una módica cosecha anualmente.

## Pestes, plagas y enfermedades
- Pseudococcus viburni
- Edwarsiana crataegui
- Cydia pomonella
- Lepidosaphes ulmi
- Eriosoma lanigerum

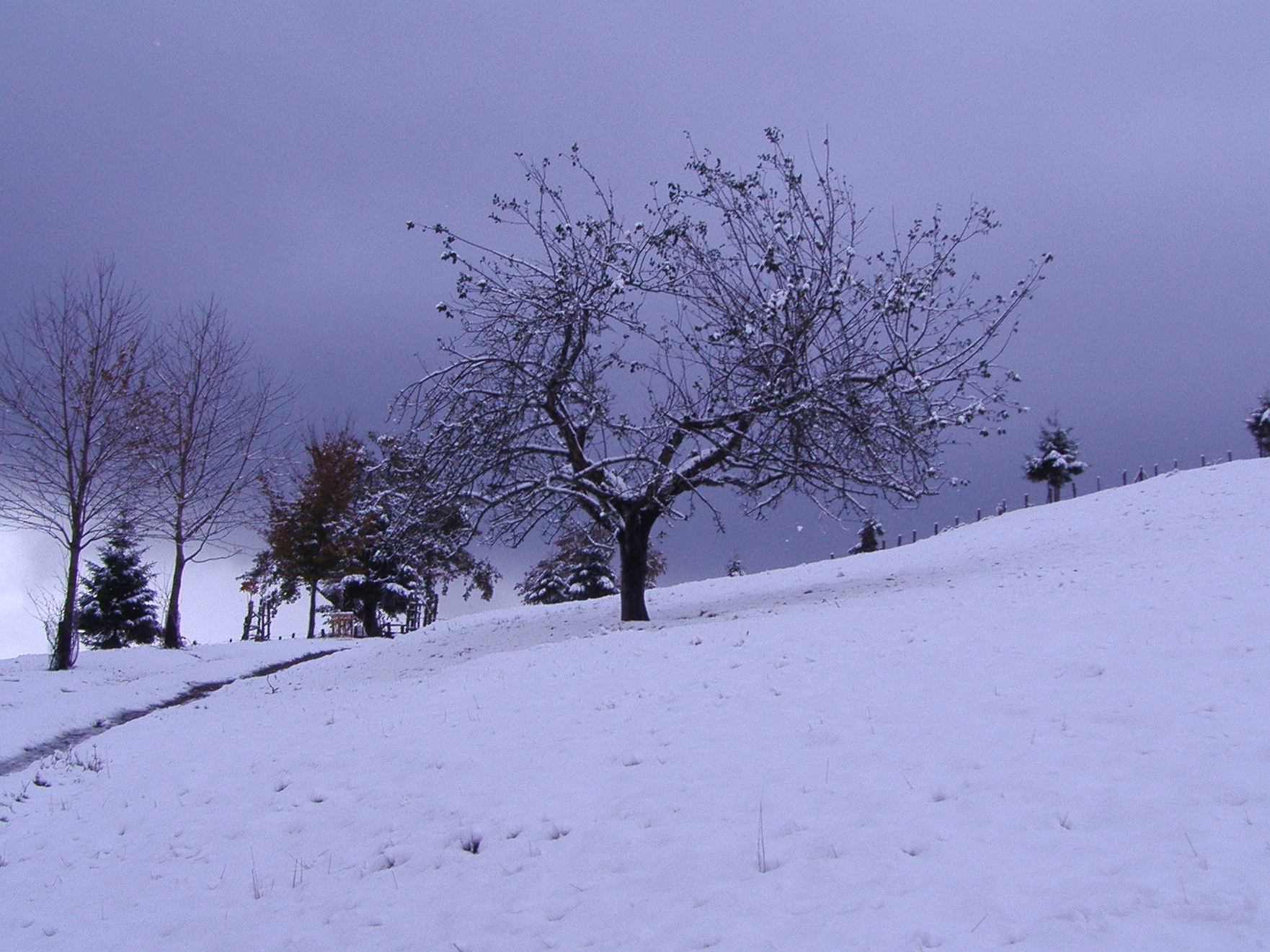
Manzano viejo en el invierno del Baztán (Navarra).

Depende de la variedad, en el hemisferio norte se puede empezar a cosechar algunas variedades desde julio hasta octubre, y en el hemisferio sur es todo lo contrario.

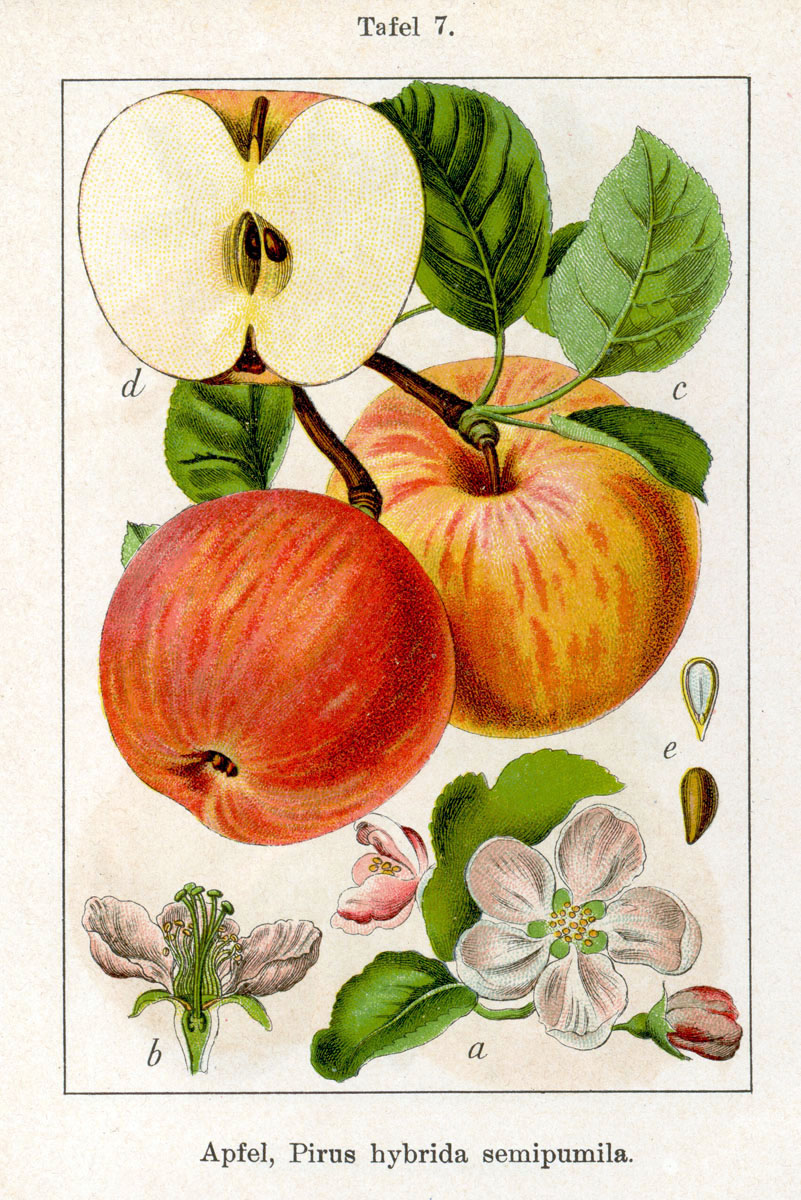
Ilustración por Jacob Sturm

## Usos
Es un árbol muy extendido por su uso ornamental y por sus frutos. Su madera dura y con ligero brillo es utilizada en la artesanía.
Medicinales
Los azúcares de la manzana se asimilan fácilmente, lo cual es un inconveniente para las personas diabéticas. En este caso se recomienda comer la manzana con piel, puesto que esta contiene la mayor parte de la pectina (fibra dietética soluble), que ayuda a retrasar la absorción de estos azúcares.
La manzana cruda actúa como un excelente dentífrico por dos razones; por un lado ayuda a limpiar los dientes; por otro, la forma de ingerirla permite la liberación de restos alimenticios en las encías. La decocción de manzanas se emplea como calmante suave en caso de insomnio ligero.
La sidra ejerce un efecto discretamente diurético, por lo que se recomienda como tratamiento complentario del edema (en aquellos casos en los que el alcohol no esté contraindicado).
Principios activos
La corteza contiene un glucósido amargo, la floridzina, que llega a constituir el 5 % del peso de la corteza, quercitina.
El fruto contiene un 80 % de agua, un 15 % de carbohidratos y un 5 % escaso de proteínas. Es rico en pectina, vitaminas, ácido málico, ácido tartárico y ácido gálico, así como en sodio, potasio, magnesio y hierro. Gran parte de las vitaminas y minerales se localizan en la piel o justo debajo de esta, por lo que para obtener todos sus principios alimenticios deben consumirse sin pelar.

## Taxonomía
Malus domestica fue descrita por Moritz Balthasar Borkhausen y publicado en Theoretisches-praktisches Handbuch der Forstbotanik und Forsttechnologie, 2: 1272–1276, en el año 1803.
Etimología
Malus: Del Latín mālus, -ii, el manzano, ya empleado por Virgilio en las Geórgicas (2, 70), y base de vocablos compuestos para designar otros árboles frutales como, por ejemplo: Malus cotonnus, "el manzano de algodón", el melocotonero (Prunus persica), o Malus granata "manzano de granos", el granado (Punica granatum).
domestica: epíteto latíno derivado de dǒmǔs, -ūs, "casa" y de significado evidente, "doméstico", aludiendo al hecho que está domesticado y cultivado desde tiempos inmemoriales.
Sinonimia
- Malus sylvestris subsp. mitis (Wallr.) Mansf., 1940
- Malus sylvestris subsp. orientalis (Uglitzk.) Browicz, 1972
- Pyrus malus var. mitis Wallr., 1864
- Pyrus malus var. domestica Borkh., 1790
- Pyrus malus subsp. hortensis Cout., 1913 nom. illeg.[17][2]

## Nombre común
Español: bichas, blanquiyos, camuesa (2), camueso (2), camuesos, camusita, carozal, carueza, carveza, cermeño, de campaniya, de la rayuela, de oro, gucheipo, gupeixo, guxeiro, maellu, maguila, maguilla, maguillo (2), maillera, maillo, mailo, maiyo, manguito, manzairo, manzana (11), manzana brava (2), manzana marranera, manzanal (8), manzanal montisco, manzanar, manzanas, manzanas de Juan Santa, manzanas de la Reina, manzaneira, manzanera (4), manzano (42), manzano bravo (2), manzano bravío, manzano de injerto, manzano sanjuanero (2), manzano silvestre, manzanos, manzanu, maquillo, maseira, masiera, mazairo, mazana (4), mazanu, maílla, maíllo (2), mella, moralla, peral Luiso, peral Ruiso, perero (2), pero (3), pero nano (2), peronano, peros, peros blancos, peros sanjuaneros, perotaino, perotanu, peru, perón, pomal, pomar, pomera, pumar, reineta, sanjuanegos, santiagués, simontes, tempranilla, verde doncella. Entre paréntesis, la frecuencia del vocablo en España.